# 蕙蘭
蕙蘭（學名：Cymbidium faberi），又名九子兰、夏兰、九华兰、九节兰、一茎九花、一莖九華、中国兰，同物異名雲南美冠蘭，日文亦称一茎九花，是樹蘭亞科蕙蘭屬的一種蘭花，国兰之一，屬於地生兰，分布於尼泊尔、印度、台湾以及中国大陆的陕西、甘肃、安徽、浙江、江西、福建、河南、湖北、湖南、广东、广西、云南、贵州、四川、西藏等地，生长于海拔700米至3,000米的地区，一般生於湿润但排水良好的透光处，花期为春季3－4月。
文学中蕙蘭常与白芷被合稱为“蕙芷”，柳永《离别难》“有天然，蕙質蘭心；美韶容，何啻值千金”，王勃《王子安集·七夕赋》“金声玉韵，蕙心兰质”，鲍照《芜城赋》“东都妙姬，南国丽人，蕙心紈质，玉貌絳脣”，其中“蕙质兰心”（蕙心兰质、蕙心纨质）一词用於赞美品行高洁，或是女子的纯洁、高雅。
种名 faberi 以19世纪来中国传教、收集植物的德国植物学家花之安（Ernst Faber, 1839-1899）的名字命名。